# Vichr a spol.
Vichr a spol. byla firma v Lysé nad Labem, zabývající se výrobou kovového nábytku, po znárodnění Kovona, po privatizaci v roce 1992 součást firmy Enprag s.r.o. 

## Petr Vichr
Petr Vichr (18. října 1874 Rymberk – ??) byl zakladatel firmy Vichr a spol. a vedl ji až do jejího znárodnění v roce 1946.

## Závod Duchcov

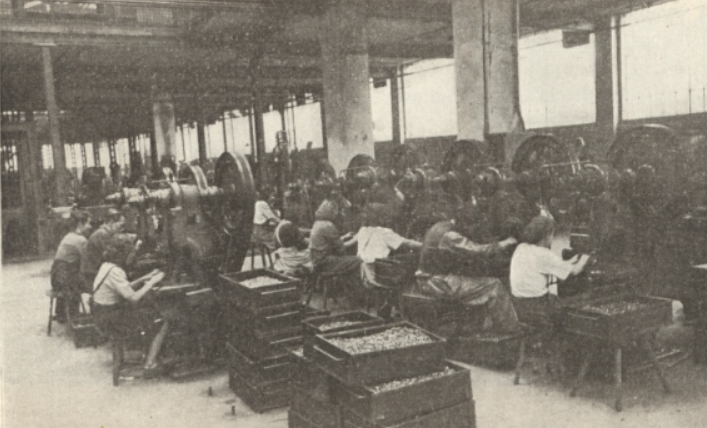
Továrna na kovové a železné zboží Duchcov, 1947

V roce 1899 byla u okresního soudu v Mostě zaregistrována firma Vichr a spol., výroba zámečnického zboží v Duchcově, jejímiž společníky byli Antonín Vichr, zámečník a jeho synovec Petr Vichr, knihvedoucí. V roce 1902 Antonín Vichr z firmy vystoupil a Petr Vichr se stal jejím jediným majitelem.
Duchcovská firma byla označována jako česká, věnovala se výrobě kovového zboží. Za německé okupace přešla do německého vlastnictví a zabezpečovala válečný sortiment. Po válce byla znárodněna a fungovala pod názvem Továrna na kovové a železné zboží Duchcov a program přeměnila na mírový (stavební kování, automobilové zámky apod.)
Po roce 1990 zůstala v duchcovském areálu zachována kovovýroba včetně kovového nábytku, vyrábí zde firma Kovosreal.

## Továrna v Lysé nad Labem

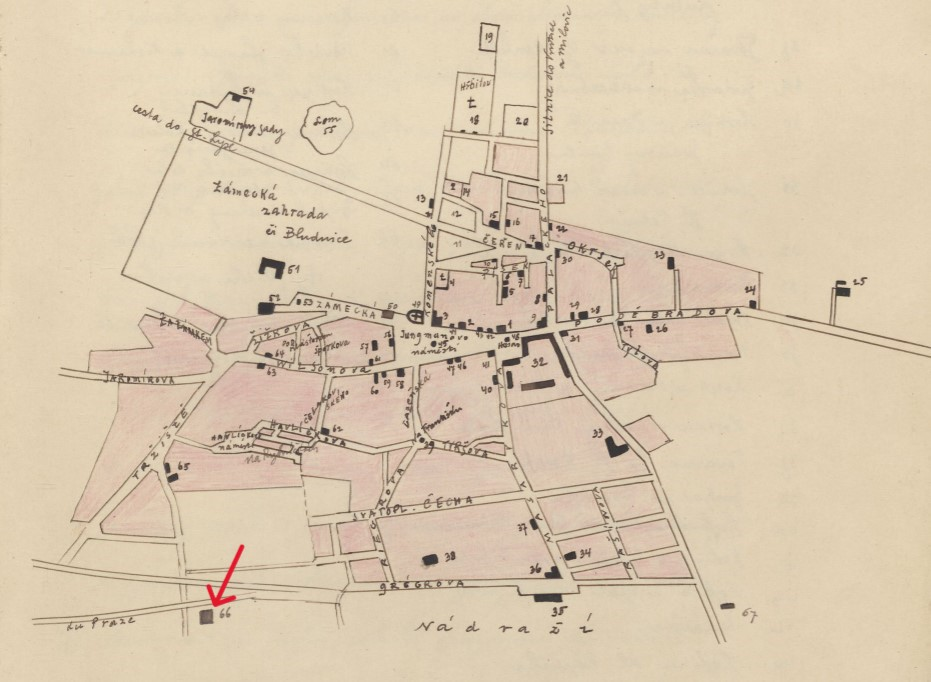
Mapa Lysé nad Labem (kronika 1922), továrna Vichr a spol. (66) označena šipkou

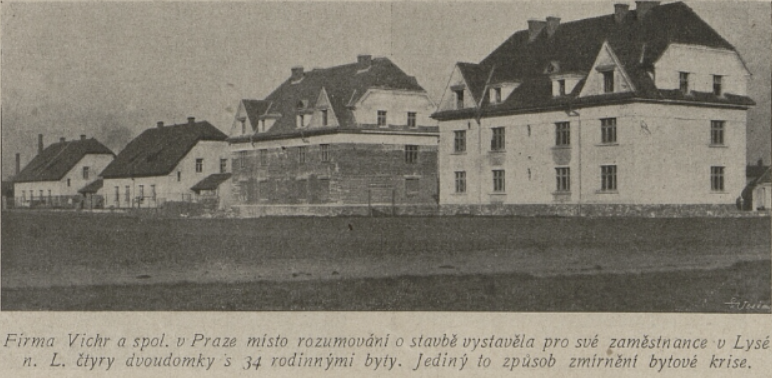
Vichr a spol., bytové domy v Lysé n. l. (1921)

V roce 1913 vybral majitel duchcovské továrny Petr Vichr Lysou nad Labem jako sídlo nového výrobního závodu. Pro toto město hovořila blízkost Prahy a dobré železniční spojení. Nová továrna byla uvedena do provozu koncem roku 1914. Počáteční výroba drobného zařízení pro domácnost se v souvislosti s probíhající první světovou válkou přeměnila na válečnou. Zejména se zde vyráběly postele pro vojenské nemocnice. Po válce se v Lysé začalo vyrábět i náročnější a dražší zboží, bytový, školní a kancelářský nábytek. Výrazným konstrukčním elementem nábytku firmy Vichr byly chromované trubky.
Zatímco výroba probíhala v Lysé nad Labem, firma udávala jako svoje ústředí a vzorkový sklad pražské Senovážné náměstí. Původní výrobní závod byl stále v Duchcově. V roce 1938 se firma se závody v Lysé nad Labem a Duchcově přeměnila na akciovou společnost. V té době měla 700–800 zaměstnanců. V roce 1939 se ústředí firmy přestěhovalo do Lysé nad Labem. Po připojení Sudet k Německu byla firma Vichr a spol. v roce 1940 přinucena za nevýhodnou cenu prodat duchcovský závod Němcům. Během druhé světové války podnik vyráběl provizorní protektorátní mince a po ní se vrátil k původní náplni.

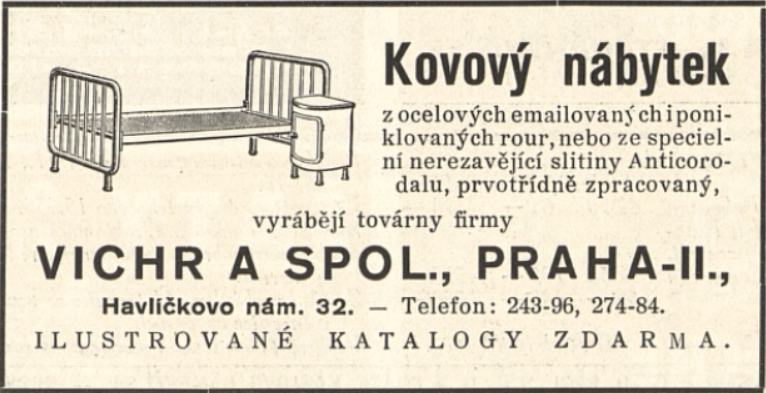
Vichr a spol., inzerce 1931 (Světozor)
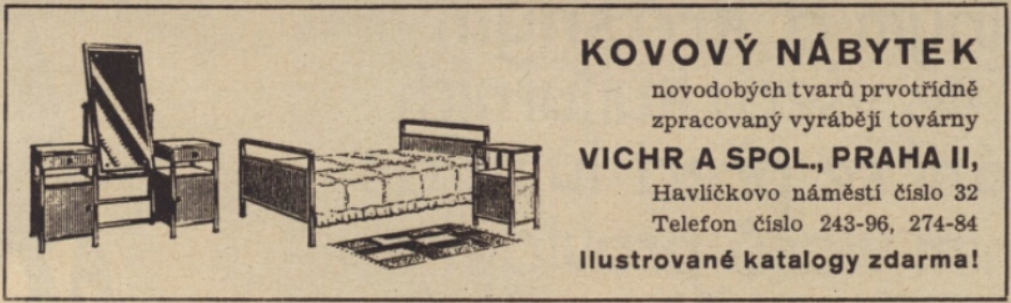
Vichr a spol., inzerce 1932
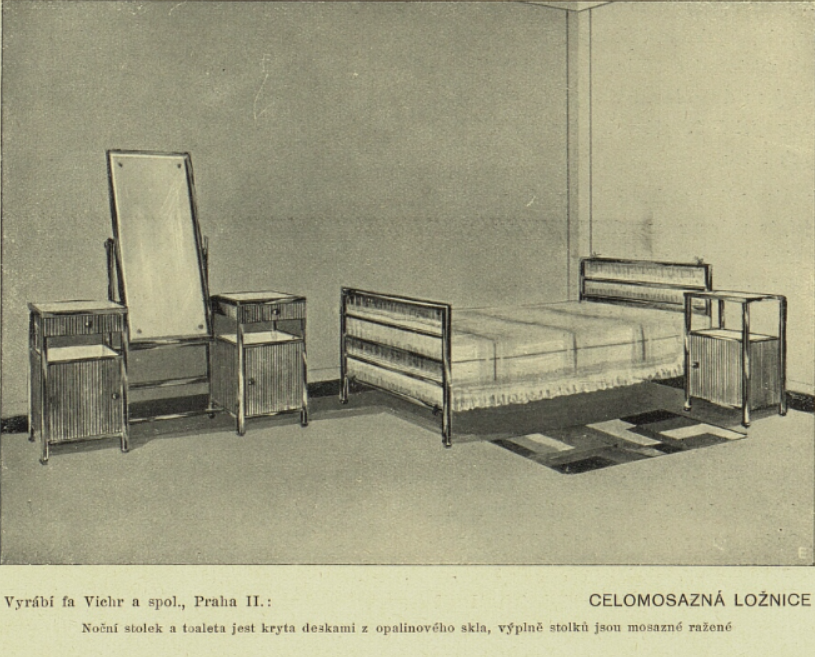
Nábytek Vichr a spol., 1931

#### Ražba mincí
Zvláštní období ve výrobním programu firmy Vichr a spol. tvořila léta 1940–1944. V období Protektorátu, kdy se jediná československá mincovna v Kremnici ocitla mimo jeho území, zakoupila firma Vichr a spol. dva lisy, na kterých se vyráběly protektorátní mince. Platnost prvorepublikových mincí končila v září 1941, firma Vichr razila protektorátní zinkové mince v hodnotách 1 Kč, 50 h, 20 h a 10 h v letech 1940–1944. Tím se firma také vyhnula přeorientování na válečnou produkci.

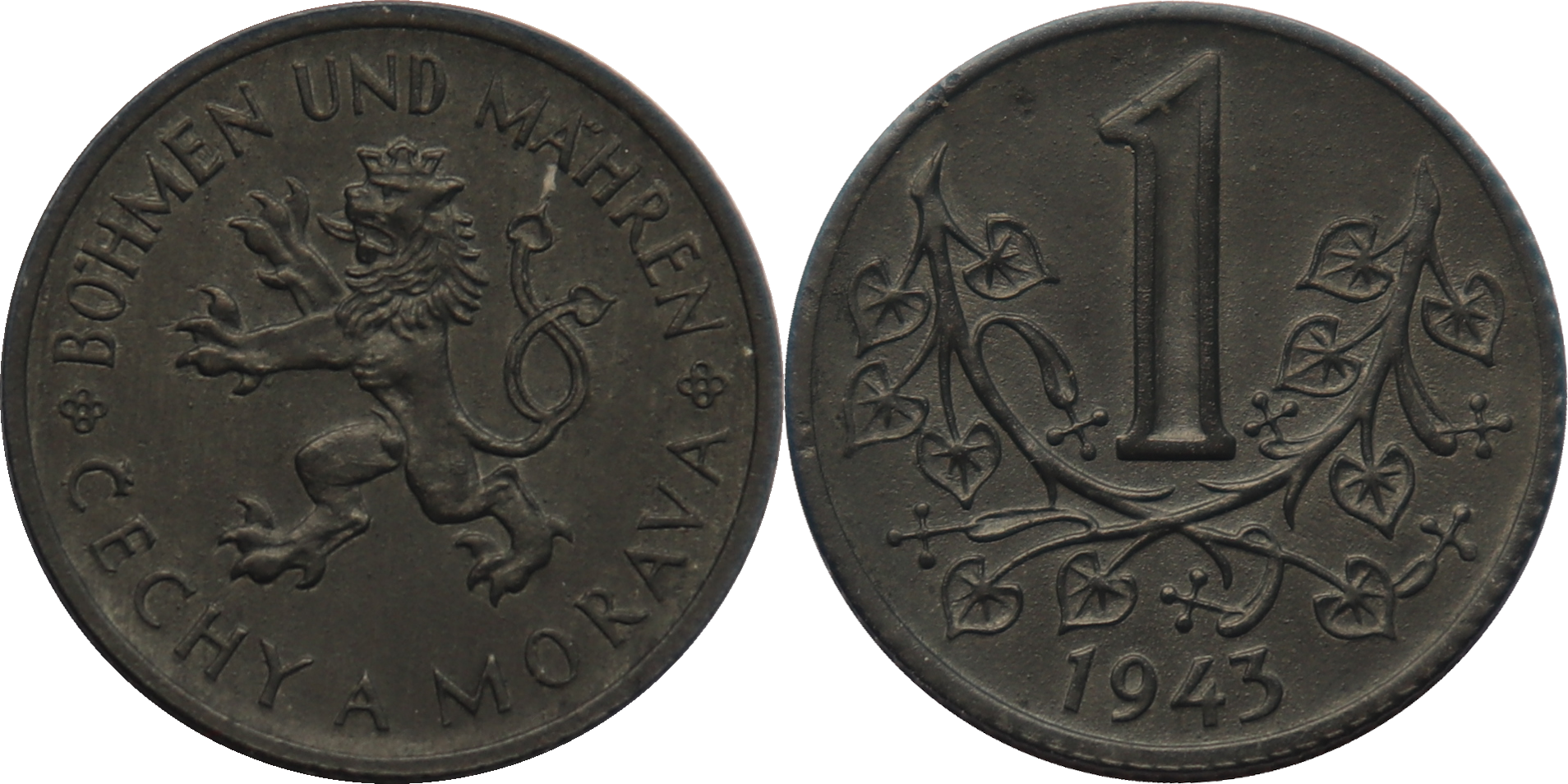
Protektorátní korunová mince (1941-1944)
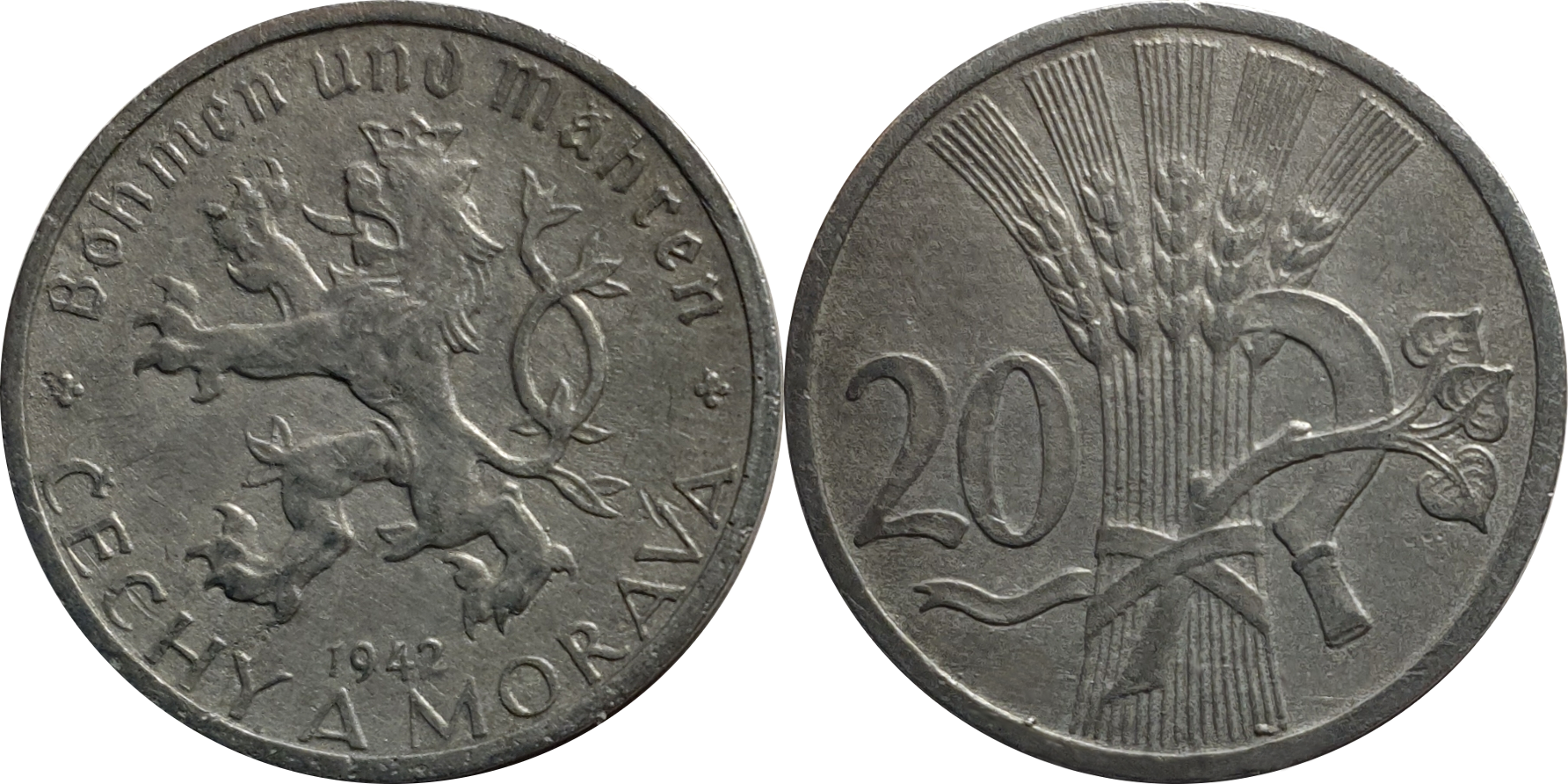
Protektorátní dvacetihaléřová mince (1940-1944)
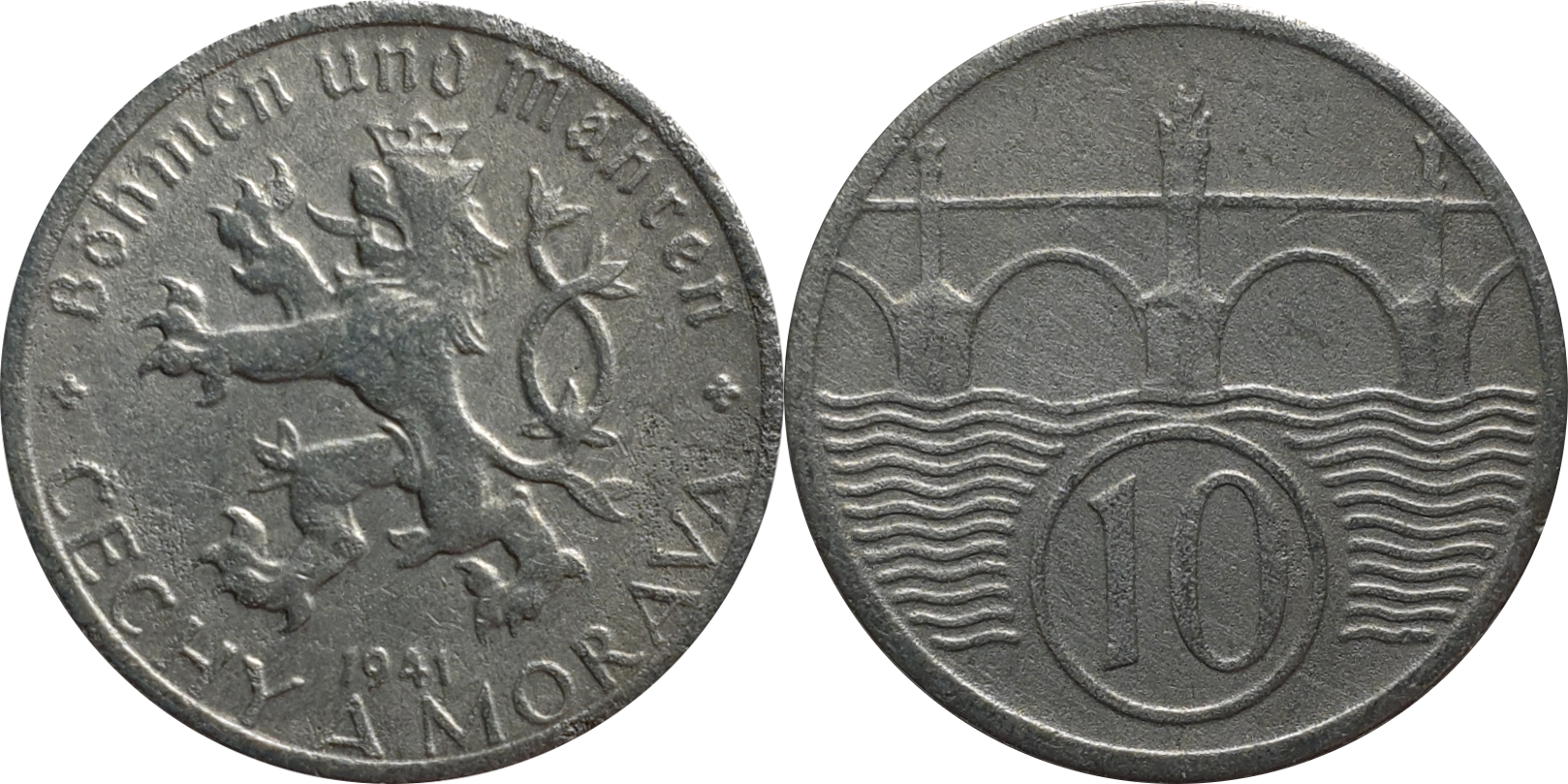
Protektorátní desetihaléřová mince (1940-1944)

### Znárodnění
Studie Petra Plavce uvádí následující údaje o zakladateli firmy a o jejím znárodnění:
V roce 1945 byla firma Vichr a spol. v rodinném majetku. V té době jí již závod v Duchcově nepatřil. Spolu s Petrem Vichrem vlastnili závod v Lysé nad Labem jeho tři bratři (František, Stanislav a Jan), syn ing. Petr Vichr a zeť Josef Velinger. Výroba byla sice 14. května 1945 za účasti Petra Vichra obnovena, ale brzy nato nevolená revoluční závodní rada dala výpověď ze zaměstnaneckého poměru všem akcionářům. Téměř celý jejich majetek v tehdejší hodnotě 40–50 milionů Kčs byl zapsán jako podnikový majetek. Rodina dostala výpověď z rodinné vily v Lysé nad Labem a Petru Vichrovi byl vykázán byt v Praze, v domě, který Vichr koupil a nechal zapsat jako podnikový.
Petru Vichrovi a ostatním členům rodiny se podařilo prokázat, že za německé okupace nekolaborovali, národní správu se však podařilo zrušit až koncem ledna 1947. To však nemělo vliv na vlastní znárodnění firmy, které se událo již vyhláškou 205/194 vydanou 7. března 1946 (Vyhláška o znárodnění podniku Vichr a spol., a. s. v Praze II.)), podle které byla firma Vichr a spol. včleněna do národního podniku Kovona.

## Kovona

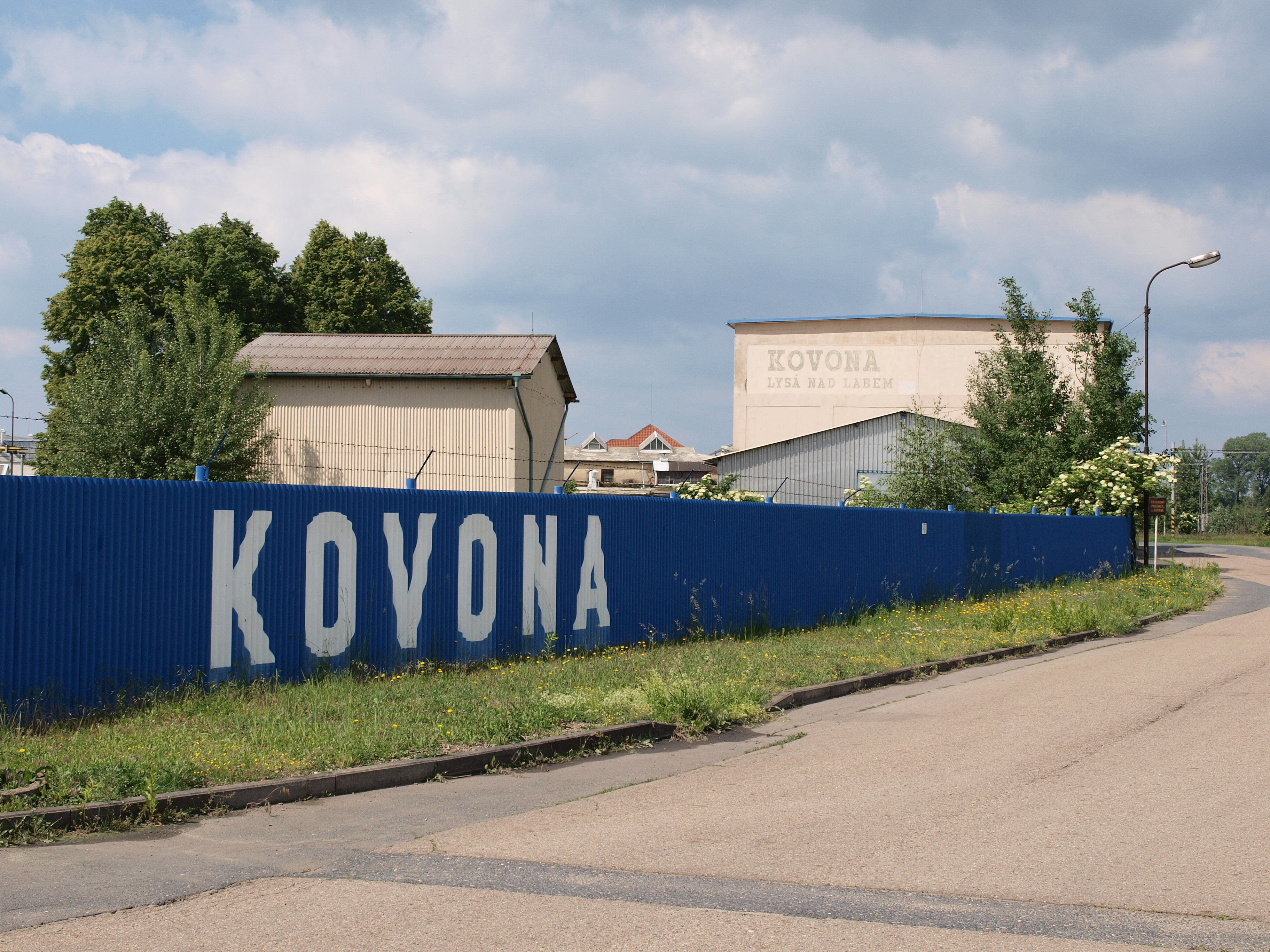
Lysá nad Labem, Kovona (2009)

Znárodněný podnik Kovona procházel různými organizačními změnami, byly do něj začleněny další podniky a soustředila se sem výroba kovového nábytku v Československu i příbuzné obory (např. výroba dětských kočárků Liberta v Mělníku). V roce 1992 byl národní podnik Kovona zprivatizován. Centrála akciové společnosti sídlí v Lysé nad Labem, podnik se zabývá výrobou kovového nábytku a zabezpečovací techniky. Závody má v Bystřici pod Hostýnem a Zábřehu na Moravě.

## Zajímavost
Výtvarné řešení prvorepublikových a protektorátních desetihaléřů je mírně odlišné. Sochy na Karlově mostě na protektorátním desetihaléři vyráběném firmou Vichr a spol. mají zvednuté ruce, což se na obdobné prvorepublikové minci nevyskytuje. Z toho vznikla nedoložená legenda, že prý sochy hrozí okupantům.